# 37e législature de l'Ontario
La 37e législature de l'Ontario commence le 8 juin 1999. Ses membres ont été élus lors de l'élections générales ontariennes de 1999 le 3 juin 1999. Cette élection a donné lieu à la formation d'un gouvernement majoritaire dirigé par Mike Harris, chef du Parti progressiste-conservateur de l'Ontario.
Durant la 36e législature, le gouvernement Harris a fait voter une loi pour aligner les frontières des circonscriptions électorales provinciales sur les frontières des circonscriptions fédérales de la province. Ce faisant, la 37e législature présente donc une réduction du nombre de députés avec 103 élus, tandis que la 36e législature présentait 130 élus.
En mars 2002, une course à la chefferie du Parti progressiste-conservateur est déclenchée à la suite de la démission du premier ministre Mike Harris. Au terme de cette course, Ernie Eves est élu chef et donc premier ministre pour terminer le mandat.
Gary Carr est président de l'Assemblée législative durant l'ensemble de la législature.
La législature prend fin le 5 mai 2003

## Représentation

### Répartition des sièges
| Parti                    | Parti                           | Début | Fin |
|                          | Parti progressiste-conservateur | 59    | 56  |
|                          | Parti libéral                   | 35    | 36  |
|                          | Nouveau Parti démocratique      | 9     | 9   |
|                          | Indépendant                     | 0     | 1   |
|                          | Vacant                          | 0     | 1   |
| Total                    | Total                           | 130   | 130 |
| Gouvernement majoritaire | Gouvernement majoritaire        | 7     | 4   |

### Disposition de la chambre
Voici la répartition des députés dans la chambre de l'Assemblée législative.
| ▀ | ▀ | ▀ | ▀ | * | ▀ | ▀ | ▀ | ▀ | ▀ | ▀ | ▀ | ▀ | ▀ | ▀ | ▀ |   |   |   |   |   |   |   |   |   |
| ▀ | ▀ | * | * | * | ▀ | ▀ | ▀ | ▀ | ▀ | ▀ | ▀ | ▀ | ▀ | ▀ | ▀ | ▀ | ▀ | ▀ | ▀ | ▀ | * | ▀ | * | ▀ |
| ▀ | ▀ | * | * | * | ▀ | ▀ | ▀ | ▀ | ▀ | ▀ | ▀ | ▀ | ▀ | ▀ | ▀ | ▀ | ▀ | ▀ | ▀ | ▀ | * | ▀ | * | ▀ |
| ▀ | ▀ | * | * | * | ▀ | ▀ | ▀ | ▀ | ▀ | ▀ | ▀ | ▀ | ▀ | ▀ | ▀ | ▀ | ▀ | ▀ | ▀ | ▀ | * | ▀ | * | ▀ |
| ▀ |   |   |   |   |   |   |   |   |   |   |   |   |   |   |   |   |   |   |   |   |   |   |   |   |

| ▀ | * | * | * | * | ▀ | ▀ | ▀ | ▀ | ▀ | ▀ | ▀ | ▀ | ▀ | ▀ | ▀ | ▀ | ▀ | ▀ | ▀ | ▀ | ▀ | ▀ | ▀ | ▀ |
| ▀ | ▀ | ▀ | ▀ | * | ▀ | ▀ | ▀ | ▀ | ▀ | ▀ | ▀ | ▀ | ▀ | ▀ | ▀ | ▀ | ▀ | ▀ | ▀ | ▀ | ▀ | ▀ | ▀ | ▀ |
| ▀ | ▀ | ▀ | ▀ | * | ▀ | ▀ | ▀ | ▀ | ▀ | ▀ | ▀ | ▀ | ▀ | ▀ | ▀ | ▀ | ▀ | ▀ | ▀ | ▀ | ▀ | ▀ | ▀ | ▀ |
| ▀ | ▀ | ▀ | ▀ | * | ▀ | ▀ | ▀ | ▀ | ▀ | ▀ | ▀ | ▀ | ▀ | ▀ | ▀ | ▀ | ▀ | ▀ | ▀ | ▀ | ▀ | ▀ | ▀ |   |

## Liste des députés
| Circonscription                        | Nom                  |  | Parti                     | Notes                                                                                      |
| -------------------------------------- | -------------------- |  | ------------------------- | ------------------------------------------------------------------------------------------ |
| Algoma—Manitoulin                      | Michael A. Brown     |  | Libéral                   |                                                                                            |
| Ancaster—Dundas—Flamborough—Aldershot  | Ted McMeekin         |  | Libéral                   | Élection partielle en 2000. Voir Wentworth—Burlington pour le prédécesseur.                |
| Barrie—Simcoe—Bradford                 | Joe Tascona          |  | Progressiste-conservateur |                                                                                            |
| Beaches—East York                      | Frances Lankin       |  | Néo-démocrate             | Démissionne en 2001                                                                        |
| Beaches—East York                      | Michael Prue         |  | Néo-démocrate             | Élection partielle en 2001.                                                                |
| Bramalea—Gore—Malton—Springdale        | Raminder Gill        |  | Progressiste-conservateur |                                                                                            |
| Brmapton-Centre                        | Joe Spina            |  | Progressiste-conservateur |                                                                                            |
| Brampton-Ouest—Mississauga             | Tony Clement         |  | Progressiste-conservateur |                                                                                            |
| Brant                                  | Dave Levac           |  | Libéral                   |                                                                                            |
| Bruce—Grey—Owen Sound                  | Bill Murdoch         |  | Progressiste-conservateur | Circonscription renommée Bruce—Grey de 1999 à juin 2000                                    |
| Burlington                             | Cam Jackson          |  | Progressiste-conservateur |                                                                                            |
| Cambridge                              | Gerry Martiniuk      |  | Progressiste-conservateur |                                                                                            |
| Chatham—Essex—Kent                     | Pat Hoy              |  | Libéral                   |                                                                                            |
| Davenport                              | Tony Ruprecht        |  | Libéral                   |                                                                                            |
| Don Valley-Est                         | David Caplan         |  | Libéral                   |                                                                                            |
| Don Valley-Ouest                       | David Turnbull       |  | Progressiste-conservateur |                                                                                            |
| Dufferin—Peel—Wellington—Grey          | David Tilson         |  | Progressiste-conservateur | Démissionne le 2 avril 2002                                                                |
| Dufferin—Peel—Wellington—Grey          | Ernie Eves           |  | Progressiste-conservateur | Élection partielle le 2 mai 2002. Premier ministre de l'Ontario le 15 avril 2002.          |
| Durham                                 | John O'Toole         |  | Progressiste-conservateur |                                                                                            |
| Eglinton—Lawrence                      | Mike Colle           |  | Libéral                   |                                                                                            |
| Elgin—Middlesex—London                 | Steve Peters         |  | Libéral                   |                                                                                            |
| Erie—Lincoln                           | Tim Hudak            |  | Progressiste-conservateur |                                                                                            |
| Essex                                  | Bruce Crozier        |  | Libéral                   |                                                                                            |
| Etobicoke-Centre                       | Chris Stockwell      |  | Progressiste-conservateur |                                                                                            |
| Etobicoke-Nord                         | John Hastings        |  | Progressiste-conservateur |                                                                                            |
| Etobicoke—Lakeshore                    | Morley Kells         |  | Progressiste-conservateur |                                                                                            |
| Glengarry—Prescott—Russell             | Jean-Marc Lalonde    |  | Libéral                   |                                                                                            |
| Guelph—Wellington                      | Brenda Elliott       |  | Progressiste-conservateur |                                                                                            |
| Haldimand—Norfolk—Brant                | Toby Barrett         |  | Progressiste-conservateur |                                                                                            |
| Haliburton—Victoria—Brock              | Chris Hodgson        |  | Progressiste-conservateur |                                                                                            |
| Halton                                 | Ted Chudleigh        |  | Progressiste-conservateur |                                                                                            |
| Hamilton-Est                           | Dominic Agostino     |  | Libéral                   |                                                                                            |
| Hamilton Ouest                         | Marie Bountrogianni  |  | Libéral                   |                                                                                            |
| Hamilton-Ouest                         | David Christopherson |  | Néo-démocrate             |                                                                                            |
| Hastings—Frontenac—Lennox et Addington | Leona Dombrowsky     |  | Libéral                   |                                                                                            |
| Huron—Bruce                            | Helen Johns          |  | Progressiste-conservateur |                                                                                            |
| Kenora—Rainy River                     | Howard Hampton       |  | Néo-démocrate             | Chef de parti.                                                                             |
| Kingston et les Îles                   | John Gerretsen       |  | Libéral                   |                                                                                            |
| Kitchener-Centre                       | Wayne Wettlaufer     |  | Progressiste-conservateur |                                                                                            |
| Kitchener—Waterloo                     | Elizabeth Witmer     |  | Progressiste-conservateur |                                                                                            |
| Lambton—Kent—Middlesex                 | Marcel Beaubien      |  | Progressiste-conservateur |                                                                                            |
| Lanark—Carleton                        | Norm Sterling        |  | Progressiste-conservateur |                                                                                            |
| Leeds—Grenville                        | Bob Runciman         |  | Progressiste-conservateur |                                                                                            |
| London-Centre-Nord                     | Dianne Cunningham    |  | Progressiste-conservateur |                                                                                            |
| London-Ouest                           | Bob Wood             |  | Progressiste-conservateur |                                                                                            |
| London—Fanshawe                        | Frank Mazzilli       |  | Progressiste-conservateur |                                                                                            |
| Markham                                | David Tsubouchi      |  | Progressiste-conservateur |                                                                                            |
| Mississauga-Centre                     | Rob Sampson          |  | Progressiste-conservateur |                                                                                            |
| Mississauga-Est                        | Carl DeFaria         |  | Progressiste-conservateur |                                                                                            |
| Mississauga-Sud                        | Margaret Marland     |  | Progressiste-conservateur |                                                                                            |
| Mississauga-Ouest                      | John Snobelen        |  | Progressiste-conservateur |                                                                                            |
| Nepean—Carleton                        | John Baird           |  | Progressiste-conservateur |                                                                                            |
| Niagara-Centre                         | Peter Kormos         |  | Néo-démocrate             |                                                                                            |
| Niagara Falls                          | Bart Maves           |  | Progressiste-conservateur |                                                                                            |
| Nickel Belt                            | Shelley Martel       |  | Néo-démocrate             |                                                                                            |
| Nipissing                              | Mike Harris          |  | Progressiste-conservateur | Premier ministre jusqu'au 15 avril 2002.                                                   |
| Nipissing                              | Al McDonald          |  | Progressiste-conservateur | Élection partielle en 2002.                                                                |
| Northumberland                         | Doug Galt            |  | Progressiste-conservateur |                                                                                            |
| Oak Ridges                             | Frank Klees          |  | Progressiste-conservateur |                                                                                            |
| Oakville                               | Gary Carr            |  | Progressiste-conservateur |                                                                                            |
| Oshawa                                 | Jerry Ouellette      |  | Progressiste-conservateur |                                                                                            |
| Ottawa-Centre                          | Richard Patten       |  | Libéral                   |                                                                                            |
| Ottawa-Sud                             | Dalton McGuinty      |  | Libéral                   | Chef du Parti libéral, chef de l'Opposition officielle.                                    |
| Ottawa-Ouest—Nepean                    | Garry Guzzo          |  | Progressiste-conservateur |                                                                                            |
| Ottawa—Orléans                         | Brian Coburn         |  | Progressiste-conservateur | Circonscription renommée Carleton—Gloucester de 1999 à juin 2000.                          |
| Ottawa—Vanier                          | Claudette Boyer      |  | Libéral                   | Indépendante à partir de 2001, décédée en fonction en 2013                                 |
| Oxford                                 | Ernie Hardeman       |  | Progressiste-conservateur |                                                                                            |
| Parkdale—High Park                     | Gerard Kennedy       |  | Libéral                   |                                                                                            |
| Parry Sound—Muskoka                    | Ernie Eves           |  | Progressiste-conservateur | Démissionne en 2001. Redevient député dans une autre circonscription.                      |
| Parry Sound—Muskoka                    | Norm Miller          |  | Progressiste-conservateur | Élection partielle en 2001.                                                                |
| Perth—Middlesex                        | Bert Johnson         |  | Progressiste-conservateur |                                                                                            |
| Peterborough                           | Gary Stewart         |  | Progressiste-conservateur |                                                                                            |
| Pickering—Ajax—Uxbridge                | Janet Ecker          |  | Progressiste-conservateur |                                                                                            |
| Prince Edward—Hastings                 | Ernie Parsons        |  | Libéral                   |                                                                                            |
| Renfrew—Nipissing—Pembroke             | Sean Conway          |  | Libéral                   |                                                                                            |
| Sarnia—Lambton                         | Caroline Di Cocco    |  | Libéral                   |                                                                                            |
| Sault Ste. Marie                       | Tony Martin          |  | Néo-démocrate             |                                                                                            |
| Scarborough-Centre                     | Marilyn Mushinski    |  | Progressiste-conservateur |                                                                                            |
| Scarborough-Est                        | Steve Gilchrist      |  | Progressiste-conservateur |                                                                                            |
| Scarborough-Sud-Ouest                  | Dan Newman           |  | Progressiste-conservateur |                                                                                            |
| Scarborough-Ouest                      | Jim Brown            |  | Progressiste-conservateur |                                                                                            |
| Scarborough—Agincourt                  | Gerry Phillips       |  | Libéral                   |                                                                                            |
| Scarborough—Rouge River                | Alvin Curling        |  | Libéral                   |                                                                                            |
| Simcoe-Nord                            | Garfield Dunlop      |  | Progressiste-conservateur |                                                                                            |
| Simcoe—Grey                            | Jim Wilson           |  | Progressiste-conservateur |                                                                                            |
| St. Catharines                         | Jim Bradley          |  | Libéral                   |                                                                                            |
| St. Paul's                             | Michael Bryant       |  | Libéral                   |                                                                                            |
| Stoney Creek                           | Brad Clark           |  | Progressiste-conservateur |                                                                                            |
| Stormont—Dundas—Charlottenburgh        | John Cleary          |  | Libéral                   |                                                                                            |
| Sudbury                                | Rick Bartolucci      |  | Libéral                   |                                                                                            |
| Thornhill                              | Tina Molinari        |  | Progressiste-conservateur |                                                                                            |
| Thunder Bay—Atikokan                   | Lyn McLeod           |  | Libéral                   |                                                                                            |
| Thunder Bay—Superior-Nord              | Michael Gravelle     |  | Libéral                   |                                                                                            |
| Timiskaming—Cochrane                   | David James Ramsay   |  | Libéral                   |                                                                                            |
| Timmins—Baie James                     | Gilles Bisson        |  | Néo-démocrate             |                                                                                            |
| Toronto-Centre—Rosedale                | George Smitherman    |  | Libéral                   |                                                                                            |
| Toronto—Danforth                       | Marilyn Churley      |  | Néo-démocrate             | Circonscription renommée Broadview—Greenwood de 1999 à juin 2000.                          |
| Trinity—Spadina                        | Rosario Marchese     |  | Néo-démocrate             |                                                                                            |
| Vaughan—King—Aurora                    | Al Palladini         |  | Progressiste-conservateur | Décédé en fonction en 2001.                                                                |
| Vaughan—King—Aurora                    | Greg Sorbara         |  | Libéral                   | Élection partielle en 2002.                                                                |
| Waterloo—Wellington                    | Ted Arnott           |  | Progressiste-conservateur |                                                                                            |
| Wentworth—Burlington                   | Toni Skarica         |  | Progressiste-conservateur | Démissionne en 2000; circonscription renommée. Voir Ancaster—Dundas—Flamborough—Aldershot. |
| Whitby—Ajax                            | Jim Flaherty         |  | Progressiste-conservateur |                                                                                            |
| Willowdale                             | David Young          |  | Progressiste-conservateur |                                                                                            |
| Windsor-Ouest                          | Sandra Pupatello     |  | Libéral                   |                                                                                            |
| Windsor—St. Clair                      | Dwight Duncan        |  | Libéral                   |                                                                                            |
| York-Centre                            | Monte Kwinter        |  | Libéral                   |                                                                                            |
| York-Nord                              | Julia Munro          |  | Progressiste-conservateur |                                                                                            |
| York-Ouest                             | Mario Sergio         |  | Libéral                   |                                                                                            |
| York-Sud—Weston                        | Joseph Cordiano      |  | Libéral                   |                                                                                            |